# Psicose tóxica das anfetaminas

Anfetamina

Psicose tóxica das anfetaminas é uma alteração neurológica causada pela superdosagem de anfetaminas.
Os principais sintomas desta síndrome são alucinações táteis, como a de insetos andando pelo corpo, tremores e excitabilidade.
Causa também midríase, taquicardia e palidez.

## Aspectos gerais
Quando o paciente faz uso abusivo de uma droga da classe das anfetaminas, logo passa a desenvolver tolerância. Cada vez necessitará de uma dose maior para obter o efeito desejado, e poderá desenvolver a psicose.